# Arrondissement de Lénine de Nijni Novgorod
L'arrondissement de Lénine (russe : Ле́нинский райо́н, Léninski raïon) est l'un des huit arrondissements de la ville de Nijni Novgorod en Russie. Il se trouve dans la partie dite Zaretchié (de la rivière), où il y avait autrefois la grande foire de la Saint-Macaire.

## Situation
L'arrondissement de Lénine se trouve dans la partie dite Zaretchié sur la rive gauche de l'Oka. Il est bordé au sud-ouest par l'arrondissement d'Avtozavodski, au nord par l'arrondissement de Kanavino. Sur l'autre rive se situe l'arrondissement de l'Oka au sud-est, l'arrondissement soviétique à l'est et l'arrondissement Nijegorodski au nord-est.

## Galerie

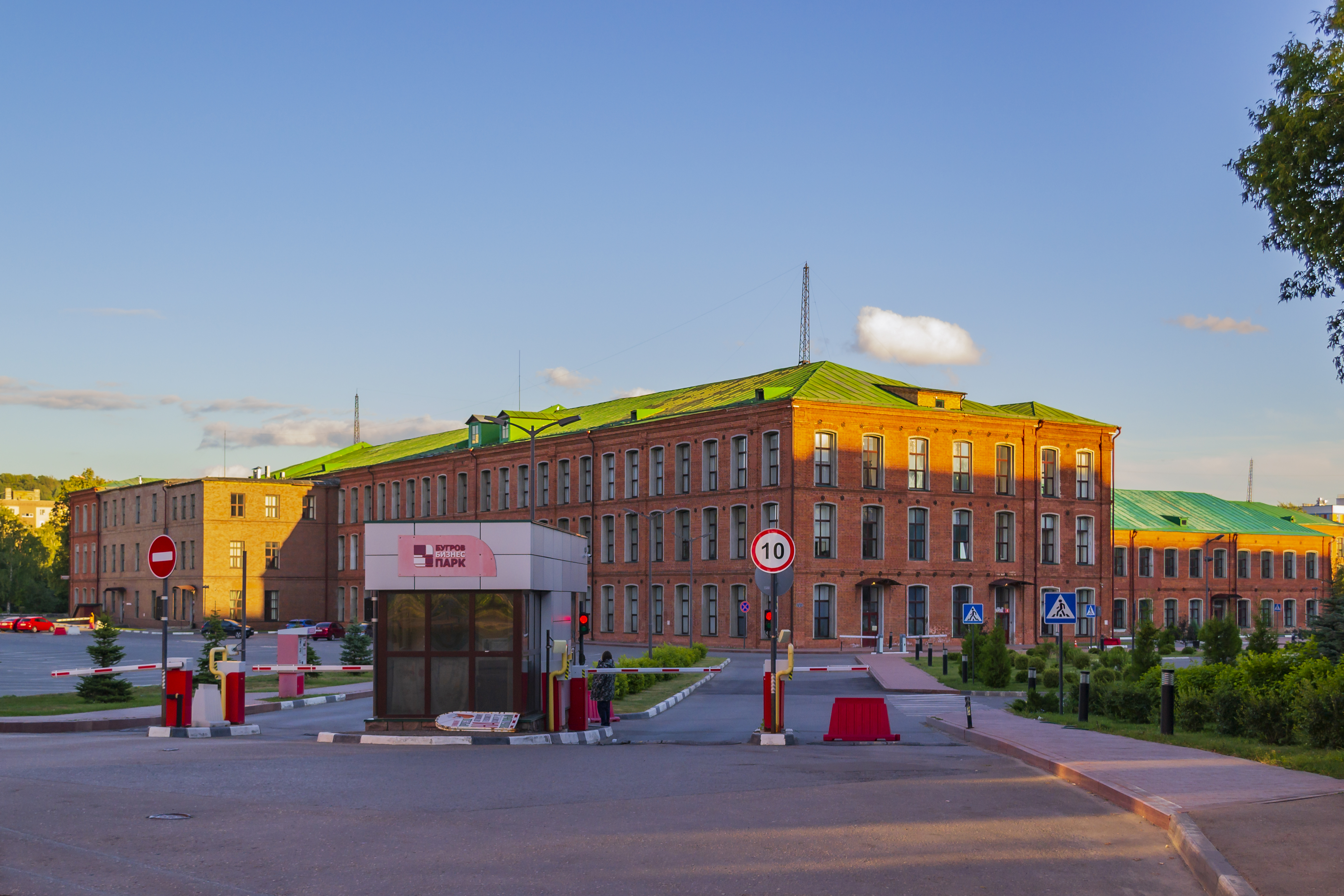
Parc d'affaires de Bougrov.
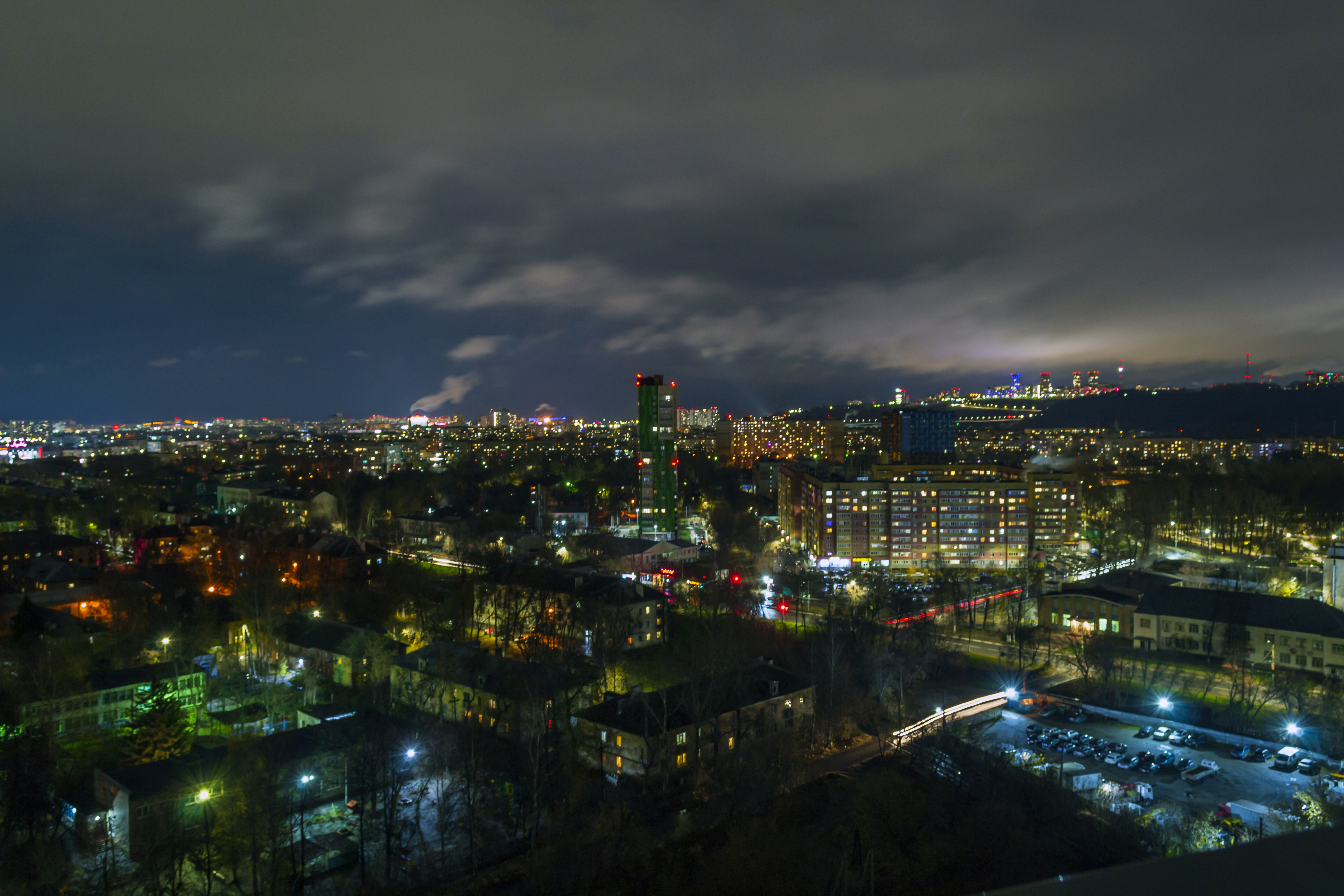
Une partie de l'arrondissement de nuit.
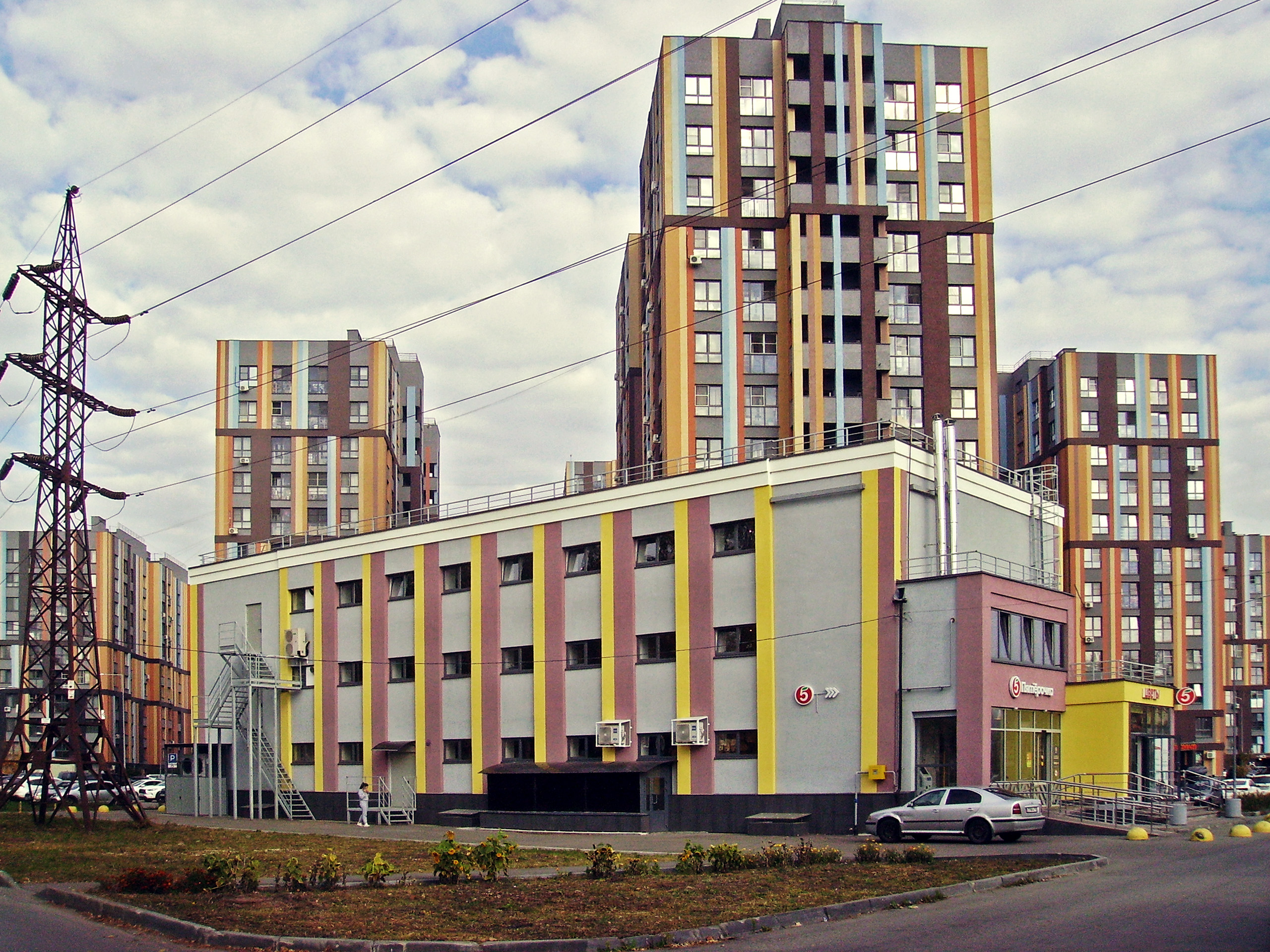
Nouveaux développements.
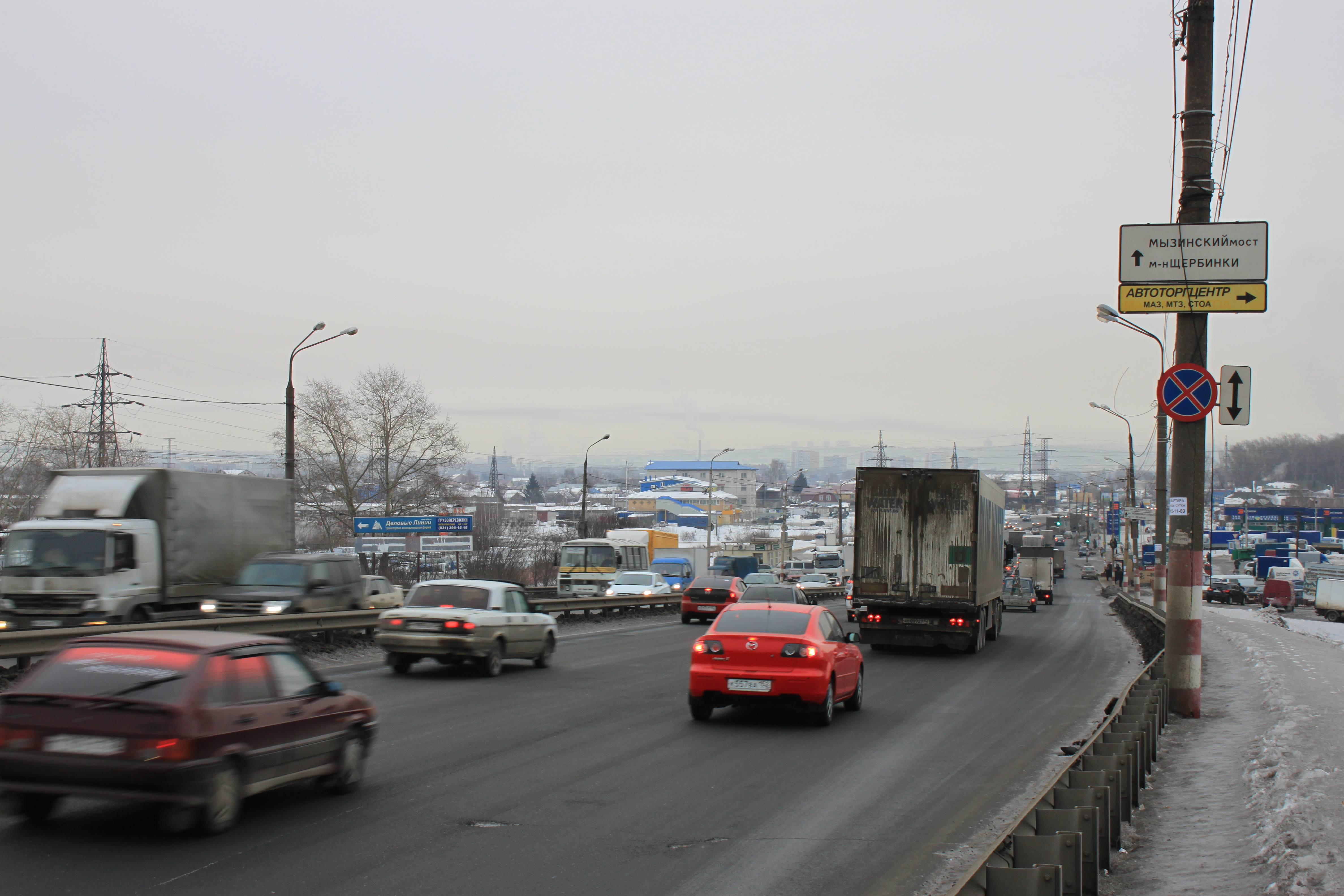
Une rue.
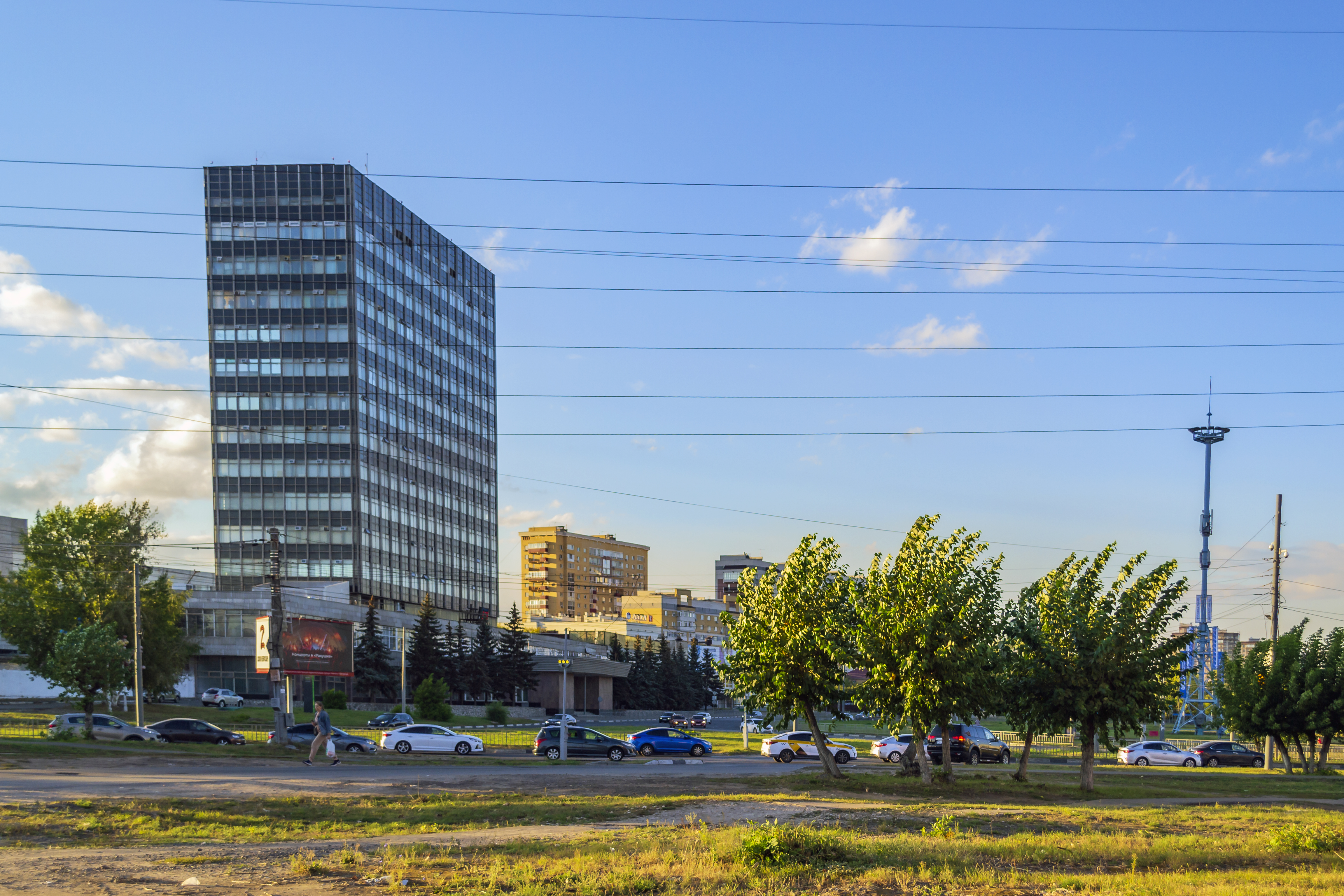
Place du Komsomol